# Violeta Urmana
Violeta Urmana, née en 1959 ou en 1961, à Kazlų Rūda en Lituanie, est une artiste lyrique soprano et  mezzo-soprano lituanienne. Elle interprète la plupart des rôles féminins de l'opéra italien.

## Biographie
Violeta Urmana commence à étudier le piano, à l'âge de 7 ans, à l'Académie de musique de Lituanie, à Vilnius. Un an avant la fin de ses études, elle se tourne vers l'art lyrique, qu'elle continue à étudier à Munich à la Hochschule für Musik und Theater München, avec Astrid Varnay, sous la direction de Joseph Loibl. Entre 1991 et 1993, Violeta Urmana rejoint les Opernstudios de Bayerische Staatsoper, où elle commence à avoir de petits rôles.
Elle reçoit plusieurs prix lors de concours internationaux de chant et se voit proposer des rôles dans de grands opéras. Avec le rôle de Maddalena de Coigny, dans l'opéra Andrea Chénier au Wiener Staatsoper de Vienne, en juin 2003, elle passe des tessitures mezzo-soprano à soprano dramatique. Elle le fait également à Rome, en mars 2004 dans le rôle  d'Isolde de Tristan und Isolde et à l'automne 2004, dans celui de  Leonora, de La forza del destino, à Londres.

## Rôles (sélection)
- Adalgisa Norma : Norma de Vincenzo Bellini
- Didon : Les Troyens d'Hector Berlioz
- Wally : La Wally d'Alfredo Catalani
- Medea : Medea de Luigi Cherubini
- Maddalena di Coigny : Andrea Chénier d'Umberto Giordano
- Iphigénie : Iphigénie en Aulide de Christoph Willibald Gluck
- L'Odio : Armide de Gluck
- Santuzza : Cavalleria rusticana de Pietro Mascagni
- La Gioconda : La Gioconda d'Amilcare Ponchielli
- Floria Tosca : Tosca de Giacomo Puccini
- Primadonna/Ariadne : Ariadne auf Naxos de Richard Strauss
- La Mort : Le Rossignol d'Igor Stravinsky
- Cuniza : Oberto, conte di San Bonifacio de Giuseppe Verdi
- Fenena : Nabucco (Verdi)
- Odabella : Attila (Verdi)
- Lady Macbeth : Macbeth (Verdi)
- Azucena : Il trovatore (Verdi)
- Amelia : Un ballo in maschera (Verdi)
- Donna Leonora di Vargas : La forza del destino (Verdi)
- La princesse Eboli : Don Carlo (Verdi)
- Aïda : Aida (Verdi)
- Venus : Tannhäuser de Richard Wagner
- Fricka : L'Or du Rhin (Wagner)
- Brunehilde, Fricka, Sieglinde : La Walkyrie (Wagner)
- Brünnhilde : Siegfried (Wagner)
- Brünnhilde, Deuxième Norne, Waltraute : Le Crépuscule des dieux (Wagner)
- Isolde : Tristan und Isolde (Wagner)
- Kundry : Parsifal (Wagner)

## Discographie (sélection)
- Das Lied von der Erde, Rückert-Lieder (Gustav Mahler) : Deutsche Grammophon
- Best of Wiener Philharmoniker Vol. VII : Deutsche Grammophon
- Andrea Chénier : Decca
- Messa da Requiem Soprano : Naxos
- Messa da Requiem Mezzo-soprano : EMI
- Violeta Urmana singt Lieder von List, Strauss, Berg: FARAO
- La Gioconda : EMI
- Oberto : Philips
- Tristan und Isolde : EMI
- Puccini ritrovato (famous arias und ensembles by Puccini) : Deutsche Grammophon

## DVD (sélection)
- Aida -  Metropolitan Opera, New York Decca
- Macbeth Bel Air classiques
- La canzone dei ricordi (Martucci) Medici arts
- Aida -  Teatro alla Scala, Milan (Italie) Decca
- La Forza del Destino - Maggio Musicale Fiorentino Arthaus - Rai Trade
- Cavalleria Rusticana Opus Arte
- Un ballo in maschera - Teatro Real Opus Arte
- Don Carlos Opus Arte
- Le Rossignol EMI
- Parsifal Arthaus

## Source de la traduction
- (en) Cet article est partiellement ou en totalité issu de l’article de Wikipédia en anglais intitulé « Violeta Urmana » (voir la liste des auteurs).